# NCAA男子バスケットボールトーナメント
NCAAディビジョンⅠ男子バスケットボールトーナメント（英語: NCAA Division I Men's Basketball Tournament）は、全米大学体育協会（NCAA）が主催する男子バスケットボール大会である。
毎年春にシングルエリミネーション方式で行われる。現在、出場校はNCAAディビジョンIに所属する68校で、3月から4月にかけて開催され全米の注目を集め、マーチ・マッドネス（March Madness）、ビッグ・ダンス（Big Dance）とも呼ばれている。

## 概要
出場校はNCAAディビジョンIに所属する68校で、シングル・エリミネーション（勝ち残り式）トーナメント方式で優勝を争う。
全国32カンファレンスのプレイオフトーナメント優勝校及び、選定委員会による一般選出36校に出場権が与えられる。選定委員会によるトーナメント表は4つの地区に分かれる。ただし、この「地区」は、カンファレンスや地理的な情報は第1シード校以外は反映されない。単純に4分割されているという考え方である。
7回戦制だが、0回戦（プレイインゲーム）にあたる「ファースト・フォー」は8校のみで行われる。その後は2回戦ごとに会場を転戦し、4回戦は地区決勝に相当。4月に行われる「ファイナル・フォー」（準決勝・優勝決定戦、これも同一会場）により優勝校を決める。

## 出場校の選定
本トーナメントは、カレッジバスケットボールの各カンファレンスの、レギュラーシーズンの後に行われる全国プレイオフないしは全国大会的な要素を有している。
出場校のうち32校は各カンファレンスがレギュラーシーズン終了後に行うプレイオフトーナメントの優勝校であり、優勝校は自動選出される。残る36校は一般選出（アットラージ）として、NCAAが任命する選定委員会が選定する。選定委員会は全校を対象にしたランキングを作成し、自動選出校を除いた上位36校に一般選出としての出場権が与えられる。
出場校は4地区に振り分けられ、選定委員会のランキングに基づき各地区の第1シードから第16シードに割り振られる。シード順位に応じた組み合わせに基づきトーナメントの試合日程が組まれる。
2000年に31個目となるカンファレンスが新設されたことを受けて、出場校が65校となった。そこで出場校内の全体ランキング64位と65位によるプレイインゲーム「オープニングラウンド」が1試合行われた。
2011年から出場校が68校となり、出場校内の65位から68位および、一般選出枠の下位4校がそれぞれプレイインゲーム「ファースト・フォー」が行われる。
ファースト・フォーでは全体の下位4校で2試合、一般選出4校で2試合組まれる。一般選出校は自動選出枠の過半よりもランキング上位に位置しており、シード順位は決して低くない。

## 歴代NCAAトーナメント決勝
| 回次 | シーズン | 開催日        | 優勝校                                                                                                 | 優勝回数                                   | スコア                                     | 準優勝校 | 開催地                                                                             | 観客動員 |
| ---- | -------- | ------------- | --- | ------------------------------------------ | ------------------------------------------ | --- | ---------------------------------------------------------------------------------- | -------- |
| 1    | 1938-39  | 1939年3月27日 | オレゴン・ウェブフッツ （オレゴン大学） PCC / 28勝5敗・勝率.848                                        | 初優勝                                     | 46－33                                     | オハイオステート・バックアイズ （オハイオ州立大学） Big Ten / 16勝6敗・勝率.727                                 | パッテン・ジムナシウム （イリノイ州エバンストン）                                  | 05,500人 |
| 2    | 1939-40  | 1940年3月30日 | インディアナ・フージャーズ （インディアナ大学ブルーミントン校） Big Ten / 19勝3敗・勝率.864            | 初優勝                                     | 60－42                                     | カンザス・ジェイホークス （カンザス大学） Big Six / 19勝5敗・勝率.792                                           | ミュニシパル・オーディトリウム （ミズーリ州カンザスシティ）                        | 10,000人 |
| 3    | 1940-41  | 1941年3月29日 | ウィスコンシン・バジャーズ （ウィスコンシン大学マディソン校） Big Ten / 19勝3敗・勝率.864              | 初優勝                                     | 39－34                                     | ワシントンステート・クーガーズ （ワシントン州立大学） PCC / 26勝5敗・勝率.839                                   | ミュニシパル・オーディトリウム （ミズーリ州カンザスシティ）                        | 07,219人 |
| 4    | 1941-42  | 1942年3月28日 | スタンフォード・インディアンス （スタンフォード大学） PCC / 27勝4敗・勝率.871                          | 初優勝                                     | 53－38                                     | ダートマス・ビッググリーン （ダートマス大学） Ivy / 22勝3敗・勝率.880                                           | ミュニシパル・オーディトリウム （ミズーリ州カンザスシティ）                        | 06,500人 |
| 5    | 1942-43  | 1943年3月30日 | ワイオミング・カウボーイズ （ワイオミング大学） MSC / 30勝2敗・勝率.936                                | 初優勝                                     | 46－34                                     | ジョージタウン・ホーヤーズ （ジョージタウン大学） 無所属 / 21勝4敗・勝率.840                                    | マディソン・スクエア・ガーデン （ニューヨーク州ニューヨーク）                      | 13,300人 |
| 6    | 1943-44  | 1944年3月26日 | ユタ・ユーツ （ユタ大学） 無所属 / 21勝4敗・勝率.840                                                   | 初優勝                                     | 42－40 （OT）                              | ダートマス・ビッググリーン （ダートマス大学） Ivy / 19勝1敗・勝率.950                                           | マディソン・スクエア・ガーデン （ニューヨーク州ニューヨーク）                      | 15,000人 |
| 7    | 1944-45  | 1945年3月27日 | オクラホマA&Mアギーズ （オクラホマ農工大学） MVC / 26勝4敗・勝率.867                                   | 初優勝                                     | 49－45                                     | NYUバイオレッツ （ニューヨーク大学） 無所属 / 14勝6敗・勝率.700                                                 | マディソン・スクエア・ガーデン （ニューヨーク州ニューヨーク）                      | 18,035人 |
| 8    | 1945-46  | 1946年3月26日 | オクラホマA&Mアギーズ （オクラホマ農工大学） MVC / 30勝2敗・勝率.938                                   | 02年連続02回目                             | 43－40                                     | ノースカロライナ・ターヒールズ （ノースカロライナ大学チャペルヒル校） SoCon / 30勝4敗・勝率.882                 | マディソン・スクエア・ガーデン （ニューヨーク州ニューヨーク）                      | 18,479人 |
| 9    | 1946-47  | 1947年3月25日 | ホーリークロス・クルセイダーズ （ホーリークロス大学） 無所属 / 26勝3敗・勝率.897                       | 初優勝                                     | 58－47                                     | オクラホマ・スーナーズ （オクラホマ大学） Big Six / 24勝6敗・勝率.800                                           | マディソン・スクエア・ガーデン （ニューヨーク州ニューヨーク）                      | 18,445人 |
| 10   | 1947-48  | 1948年3月23日 | ケンタッキー・ワイルドキャッツ （ケンタッキー大学） SEC / 35勝3敗・勝率.921                            | 初優勝                                     | 58－42                                     | ベイラー・ベアーズ （ベイラー大学） SWC / 24勝7敗・勝率.774                                                     | マディソン・スクエア・ガーデン （ニューヨーク州ニューヨーク）                      | 16,174人 |
| 11   | 1948-49  | 1949年3月26日 | ケンタッキー・ワイルドキャッツ （ケンタッキー大学） SEC / 31勝2敗・勝率.939 / AP #1                    | 02年連続02回目                             | 46－36                                     | オクラホマA&Mアギーズ （オクラホマ農工大学） MVC / 23勝4敗・勝率.852 / AP #2                                    | ヘック・エドムンドソン・パビリオン （ワシントン州シアトル）                        | 10,600人 |
| 12   | 1949-50  | 1950年3月28日 | CCNYビーバーズ （ニューヨーク市立大学シティカレッジ） Metro NY / 23勝5敗・勝率.821 / APランク外        | 初優勝                                     | 71－68                                     | ブラッドリー・ブレーブス （ブラッドリー大学） MVC / 32勝4敗・勝率.889 / AP #1                                   | マディソン・スクエア・ガーデン （ニューヨーク州ニューヨーク）                      | 18,142人 |
| 13   | 1950-51  | 1951年3月27日 | ケンタッキー・ワイルドキャッツ （ケンタッキー大学） SEC / 31勝2敗・勝率.939 / AP #1                    | 02年ぶり03回目                             | 68－58                                     | カンザスステート・ワイルドキャッツ （カンザス州立大学） Big Seven / 25勝3敗・勝率.893 / AP #4                   | ウィリアムズ・アリーナ （ミネソタ州ミネアポリス）                                  | 15,348人 |
| 14   | 1951-52  | 1952年3月26日 | カンザス・ジェイホークス （カンザス大学） Big Seven / 27勝3敗・勝率.900 / AP #8                        | 初優勝                                     | 80－63                                     | セントジョンズ・レッドメン （セントジョンズ大学） Metro NY / 25勝5敗・勝率.833 / AP #10                         | ヘック・エドムンドソン・パビリオン （ワシントン州シアトル）                        | 10,700人 |
| 15   | 1952-53  | 1953年3月18日 | インディアナ・フージャーズ （インディアナ大学ブルーミントン校） Big Ten / 22勝3敗・勝率.880 / AP #1    | 13年ぶり02回目                             | 69－68                                     | カンザス・ジェイホークス （カンザス大学） Big Seven / 19勝5敗・勝率.792 / AP #3                                 | ミュニシパル・オーディトリウム （ミズーリ州カンザスシティ）                        | 10,500人 |
| 16   | 1953-54  | 1954年3月20日 | ラ・サール・エクスプローラーズ （ラ・サール大学） 無所属 / 25勝4敗・勝率.862 / AP #2                   | 初優勝                                     | 92－76                                     | ブラッドリー・ブレーブス （ブラッドリー大学） 無所属 / 19勝12敗・勝率.632 / AP #7                               | ミュニシパル・オーディトリウム （ミズーリ州カンザスシティ）                        | 10,500人 |
| 17   | 1954-55  | 1955年3月19日 | サンフランシスコ・ドンズ （サンフランシスコ大学） CBA / 27勝1敗・勝率.964 / AP #1                      | 初優勝                                     | 77－63                                     | ラ・サール・エクスプローラーズ （ラ・サール大学） 無所属 / 26勝4敗・勝率.867 / AP #3                            | ミュニシパル・オーディトリウム （ミズーリ州カンザスシティ）                        | 10,500人 |
| 18   | 1955-56  | 1956年3月24日 | サンフランシスコ・ドンズ （サンフランシスコ大学） CBA / 28勝0敗・勝率1.000 / AP #1                     | 02年連続02回目                             | 83－71                                     | アイオワ・ホークアイズ （アイオワ大学） Big Ten / 20勝5敗・勝率.800 / AP #4                                     | ウェルシュ＝ライアン・アリーナ （イリノイ州エバンストン）                          | 10,600人 |
| 19   | 1956-57  | 1957年3月23日 | ノースカロライナ・ターヒールズ （ノースカロライナ大学チャペルヒル校） ACC / 31勝0敗・勝率1.000 / AP #1 | 初優勝                                     | 54－53 （3OT）                             | カンザス・ジェイホークス （カンザス大学） Big Seven / 24勝2敗・勝率.923 / AP #2                                 | ミュニシパル・オーディトリウム （ミズーリ州カンザスシティ）                        | 10,500人 |
| 20   | 1957-58  | 1958年3月22日 | ケンタッキー・ワイルドキャッツ （ケンタッキー大学） SEC / 22勝6敗・勝率.786 / AP #9                    | 07年ぶり04回目                             | 84－72                                     | シアトル・チーフタンズ （シアトル大学） 無所属 / 23勝5敗・勝率.821 / AP #18                                     | フリーダム・ホール （ケンタッキー州ルイビル）                                      | 18,803人 |
| 21   | 1958-59  | 1959年3月21日 | カリフォルニア・ゴールデンベアーズ （カリフォルニア大学バークレー校） PCC / 24勝4敗・勝率.857 / AP #11 | 初優勝                                     | 71－70                                     | ウェストバージニア・マウンテニアーズ （ウェストバージニア大学） SoCon / 29勝4敗・勝率.879 / AP #10              | フリーダム・ホール （ケンタッキー州ルイビル）                                      | 18,498人 |
| 22   | 1959-60  | 1960年3月19日 | オハイオステート・バックアイズ （オハイオ州立大学） Big Ten / 24勝3敗・勝率.889 / AP #3                | 初優勝                                     | 75－55                                     | カリフォルニア・ゴールデンベアーズ （カリフォルニア大学バークレー校） AAWU / 28勝1敗・勝率.966 / AP #2          | カウ・パレス （カリフォルニア州デイリーシティ）                                    | 14,500人 |
| 23   | 1960-61  | 1961年3月25日 | シンシナティ・ベアキャッツ （シンシナティ大学） MVC / 26勝3敗・勝率.897 / AP #2                        | 初優勝                                     | 70－65 （OT）                              | オハイオステート・バックアイズ （オハイオ州立大学） Big Ten / 27勝0敗・勝率1.000 / AP #1                        | ミュニシパル・オーディトリウム （ミズーリ州カンザスシティ）                        | 10,700人 |
| 24   | 1961-62  | 1962年3月24日 | シンシナティ・ベアキャッツ （シンシナティ大学） MVC / 28勝2敗・勝率.933 / AP #2                        | 02年連続02回目                             | 71－59                                     | オハイオステート・バックアイズ （オハイオ州立大学） Big Ten / 26勝1敗・勝率.963 / AP #1                         | フリーダム・ホール （ケンタッキー州ルイビル）                                      | 18,469人 |
| 25   | 1962-63  | 1963年3月23日 | ロヨラ・ランブラーズ （ロヨラ大学） 無所属 / 28勝2敗・勝率.933 / AP #3                                 | 初優勝                                     | 60－58 （OT）                              | シンシナティ・ベアキャッツ （シンシナティ大学） MVC / 26勝1敗・勝率.963 / AP #1                                 | フリーダム・ホール （ケンタッキー州ルイビル）                                      | 19,153人 |
| 26   | 1963-64  | 1964年3月21日 | UCLAブルーインズ （カリフォルニア大学ロサンゼルス校） AAWU / 29勝0敗・勝率1.000 / AP #1                | 初優勝                                     | 98－83                                     | デューク・ブルーデビルス （デューク大学） ACC / 26勝4敗・勝率.867 / AP #3                                       | ミュニシパル・オーディトリウム （ミズーリ州カンザスシティ）                        | 10,864人 |
| 27   | 1964-65  | 1965年3月20日 | UCLAブルーインズ （カリフォルニア大学ロサンゼルス校） AAWU / 27勝2敗・勝率.931 / AP #2                 | 02年連続02回目                             | 91－80                                     | ミシガン・ウルヴァリンズ （ミシガン大学） Big Ten / 24勝3敗・勝率.889 / AP #1                                   | メモリアル・コロシアム （オレゴン州ポートランド）                                  | 13,204人 |
| 28   | 1965-66  | 1966年3月19日 | テキサスウェスタン・マイナーズ （テキサスウェスタン大学） 無所属 / 27勝1敗・勝率.964 / AP #3           | 初優勝                                     | 72－65                                     | ケンタッキー・ワイルドキャッツ （ケンタッキー大学） SEC / 27勝1敗・勝率.964 / AP #1                             | コール・フィールド・ハウス （メリーランド州カレッジパーク）                        | 14,253人 |
| 29   | 1966-67  | 1967年3月25日 | UCLAブルーインズ （カリフォルニア大学ロサンゼルス校） AAWU / 29勝0敗・勝率1.000 / AP #1                | 02年ぶり03回目                             | 79－64                                     | デイトン・フライヤーズ （デイトン大学） 無所属 / 25勝5敗・勝率.833 / APランク外                                 | フリーダム・ホール （ケンタッキー州ルイビル）                                      | 18,892人 |
| 30   | 1967-68  | 1968年3月23日 | UCLAブルーインズ （カリフォルニア大学ロサンゼルス校） AAWU / 28勝1敗・勝率.966 / AP #2                 | 02年連続04回目                             | 78－55                                     | ノースカロライナ・ターヒールズ （ノースカロライナ大学チャペルヒル校） ACC / 28勝3敗・勝率.903 / AP #4           | ロサンゼルス・メモリアル・ スポーツ・アリーナ （カリフォルニア州ロサンゼルス）     | 14,438人 |
| 31   | 1968-69  | 1969年3月22日 | UCLAブルーインズ （カリフォルニア大学ロサンゼルス校） Pac-8 / 28勝1敗・勝率.966 / AP #1                | 03年連続05回目                             | 92－72                                     | パデュー・ボイラーメイカーズ （パデュー大学） Big Ten / 23勝4敗・勝率.852 / AP #6                               | フリーダム・ホール （ケンタッキー州ルイビル）                                      | 18,669人 |
| 32   | 1969-70  | 1970年3月21日 | UCLAブルーインズ （カリフォルニア大学ロサンゼルス校） Pac-8 / 27勝2敗・勝率.931 / AP #2                | 04年連続06回目                             | 80－69                                     | ジャクソンビル・ドルフィンズ （ジャクソンビル大学） 無所属 / 27勝1敗・勝率.964 / AP #4                          | コール・フィールド・ハウス （メリーランド州カレッジパーク）                        | 14,380人 |
| 33   | 1970-71  | 1971年3月27日 | UCLAブルーインズ （カリフォルニア大学ロサンゼルス校） Pac-8 / 28勝1敗・勝率.966 / AP #1                | 05年連続07回目                             | 68－62                                     | ビラノバ・ワイルドキャッツ （ビラノバ大学） 無所属 / 27勝6敗・勝率.818 / AP #19                                 | アストロドーム （テキサス州ヒューストン）                                          | 31,765人 |
| 34   | 1971-72  | 1972年3月25日 | UCLAブルーインズ （カリフォルニア大学ロサンゼルス校） Pac-8 / 29勝0敗・勝率1.000 / AP #1               | 06年連続08回目                             | 81－76                                     | フロリダステート・セミノールズ （フロリダ州立大学） 無所属 / 28勝4敗・勝率.875 / AP #10                         | ロサンゼルス・メモリアル・ スポーツ・アリーナ （カリフォルニア州ロサンゼルス）     | 15,063人 |
| 35   | 1972-73  | 1973年3月26日 | UCLAブルーインズ （カリフォルニア大学ロサンゼルス校） Pac-8 / 29勝0敗・勝率1.000 / AP #1               | 07年連続09回目                             | 87－66                                     | メンフィス・タイガース （メンフィス大学） MVC / 24勝5敗・勝率.828 / AP #12                                      | セントルイス・アリーナ （ミズーリ州セントルイス）                                  | 19,301人 |
| 36   | 1973-74  | 1974年3月25日 | NCステート・ウルフパック （ノースカロライナ州立大学） ACC / 29勝1敗・勝率.967 / AP #1                  | 初優勝                                     | 76－64                                     | マーケット・ウォリアーズ （マーケット大学） 無所属 / 26勝4敗・勝率.867 / AP #3                                  | グリーンズボロ・コロシアム （ノースカロライナ州グリーンズボロ）                    | 15,742人 |
| 37   | 1974-75  | 1975年3月31日 | UCLAブルーインズ （カリフォルニア大学ロサンゼルス校） Pac-8 / 27勝3敗・勝率.900 / AP #1                | 02年ぶり10回目                             | 92－85                                     | ケンタッキー・ワイルドキャッツ （ケンタッキー大学） SEC / 26勝4敗・勝率.867 / AP #2                             | サンディエゴ・スポーツ・アリーナ （カリフォルニア州サンディエゴ）                  | 15,151人 |
| 38   | 1975-76  | 1976年3月29日 | インディアナ・フージャーズ （インディアナ大学ブルーミントン校） Big Ten / 31勝0敗・勝率1.000 / AP #1   | 23年ぶり03回目                             | 86－68                                     | ミシガン・ウルヴァリンズ （ミシガン大学） Big Ten / 25勝6敗・勝率.806 / AP #9                                   | スペクトラム （ペンシルベニア州フィラデルフィア）                                  | 17,540人 |
| 39   | 1976-77  | 1977年3月28日 | マーケット・ウォリアーズ （マーケット大学） 無所属 / 24勝7敗・勝率.774 / AP #7                         | 初優勝                                     | 67－59                                     | ノースカロライナ・ターヒールズ （ノースカロライナ大学チャペルヒル校） ACC / 28勝4敗・勝率.875 / AP #5           | オムニ・コロシアム （ジョージア州アトランタ）                                      | 16,086人 |
| 40   | 1977-78  | 1978年3月27日 | ケンタッキー・ワイルドキャッツ （ケンタッキー大学） SEC / 29勝2敗・勝率.935 / AP #1                    | 20年ぶり05回目                             | 94－88                                     | デューク・ブルーデビルス （デューク大学） ACC / 27勝6敗・勝率.818 / AP #7                                       | チェッカードーム （ミズーリ州セントルイス）                                        | 18,721人 |
| 41   | 1978-79  | 1979年3月26日 | ミシガンステート・スパルタンズ （ミシガン州立大学） Big Ten / 25勝6敗・勝率.806 / AP #3                | 初優勝                                     | 75－64                                     | インディアナステート・シカモアーズ （インディアナ州立大学） MVC / 33勝0敗・勝率1.000 / AP #1                    | スペシャル・イベンツ・センター （ユタ州ソルトレイクシティ）                        | 15,410人 |
| 42   | 1979-80  | 1980年3月24日 | ルイビル・カーディナルス （ルイビル大学） Metro / 32勝3敗・勝率.914 / AP #2                            | 初優勝                                     | 59－54                                     | UCLAブルーインズ （カリフォルニア大学ロサンゼルス校） Pac-10 / 22勝9敗・勝率.710 / APランク外                   | マーケット・スクエア・アリーナ （インディアナ州インディアナポリス）                | 16,637人 |
| 43   | 1980-81  | 1981年3月30日 | インディアナ・フージャーズ （インディアナ大学ブルーミントン校） Big Ten / 25勝9敗・勝率.735 / AP #9    | 05年ぶり04回目                             | 63－50                                     | ノースカロライナ・ターヒールズ （ノースカロライナ大学チャペルヒル校） ACC / 29勝7敗・勝率.806 / AP #6           | スペクトラム （ペンシルベニア州フィラデルフィア）                                  | 18,276人 |
| 44   | 1981-82  | 1982年3月29日 | ノースカロライナ・ターヒールズ （ノースカロライナ大学チャペルヒル校） ACC / 31勝2敗・勝率.939 / AP #1  | 25年ぶり02回目                             | 63－62                                     | ジョージタウン・ホーヤーズ （ジョージタウン大学） Big East / 30勝6敗・勝率.833 / AP #6                          | ルイジアナ・スーパードーム （ルイジアナ州ニューオーリンズ）                        | 61,612人 |
| 45   | 1982-83  | 1983年4月04日 | NCステート・ウルフパック （ノースカロライナ州立大学） ACC / 25勝10敗・勝率.714 / AP #16                | 09年ぶり02回目                             | 54－52                                     | ヒューストン・クーガーズ （ヒューストン大学） SWC / 31勝2敗・勝率.939 / AP #1                                   | ユニバーシティ・アリーナ （ニューメキシコ州アルバカーキ）                          | 17,327人 |
| 46   | 1983-84  | 1984年4月02日 | ジョージタウン・ホーヤーズ （ジョージタウン大学） Big East / 33勝3敗・勝率.917 / AP #2                 | 初優勝                                     | 84－75                                     | ヒューストン・クーガーズ （ヒューストン大学） SWC / 32勝4敗・勝率.888 / AP #5                                   | キングドーム （ワシントン州シアトル）                                              | 38,471人 |
| 47   | 1984-85  | 1985年4月01日 | ビラノバ・ワイルドキャッツ （ビラノバ大学） Big East / 24勝10敗・勝率.706 / APランク外                 | 初優勝                                     | 66－64                                     | ジョージタウン・ホーヤーズ （ジョージタウン大学） Big East / 35勝2敗・勝率.946 / AP #1                          | ラップ・アリーナ （ケンタッキー州レキシントン）                                    | 23,124人 |
| 48   | 1985-86  | 1986年3月31日 | ルイビル・カーディナルス （ルイビル大学） Metro / 31勝7敗・勝率.816 / AP #7                            | 06年ぶり02回目                             | 72－69                                     | デューク・ブルーデビルス （デューク大学） ACC / 37勝2敗・勝率.949 / AP #1                                       | リユニオン・アリーナ （テキサス州ダラス）                                          | 16,493人 |
| 49   | 1986-87  | 1987年3月30日 | インディアナ・フージャーズ （インディアナ大学ブルーミントン校） Big Ten / 29勝4敗・勝率.879 / AP #3    | 06年ぶり05回目                             | 74－73                                     | シラキュース・オレンジメン （シラキュース大学） Big East / 31勝6敗・勝率.838 / AP #10                           | ルイジアナ・スーパードーム （ルイジアナ州ニューオーリンズ）                        | 64,959人 |
| 50   | 1987-88  | 1988年4月04日 | カンザス・ジェイホークス （カンザス大学） Big Eight / 26勝11敗・勝率.703 / APランク外                  | 36年ぶり02回目                             | 83－79                                     | オクラホマ・スーナーズ （オクラホマ大学） Big Eight / 35勝3敗・勝率.921 / AP #4                                 | ケンパー・アリーナ （ミズーリ州カンザスシティ）                                    | 16,392人 |
| 51   | 1988-89  | 1989年4月03日 | ミシガン・ウルヴァリンズ （ミシガン大学） Big Ten / 29勝7敗・勝率.806 / AP #10                         | 初優勝                                     | 80－79 （OT）                              | シートン・ホール・パイレーツ （シートン・ホール大学） Big East / 31勝6敗・勝率.838 / AP #11                     | キングドーム （ワシントン州シアトル）                                              | 39,187人 |
| 52   | 1989-90  | 1990年4月02日 | UNLVランニンレベルズ （ネバダ大学ラスベガス校） Big West / 34勝5敗・勝率.872 / AP #2                   | 初優勝                                     | 103－73                                    | デューク・ブルーデビルス （デューク大学） ACC / 29勝8敗・勝率.784 / AP #15                                      | マクニコルズ・スポーツ・アリーナ （コロラド州デンバー）                            | 17,765人 |
| 53   | 1990-91  | 1991年4月01日 | デューク・ブルーデビルス （デューク大学） ACC / 31勝7敗・勝率.816 / AP #6                              | 初優勝                                     | 72－65                                     | カンザス・ジェイホークス （カンザス大学） Big Eight / 27勝7敗・勝率.794 / AP #12                                | フージャー・ドーム （インディアナ州インディアナポリス）                            | 47,100人 |
| 54   | 1991-92  | 1992年4月06日 | デューク・ブルーデビルス （デューク大学） ACC / 33勝2敗・勝率.943 / AP #1                              | 02年連続02回目                             | 71－51                                     | ミシガン・ウルヴァリンズ （ミシガン大学） Big Ten / 25勝8敗・勝率.758 / AP #15                                  | ヒューバート・H・ハンフリー・ メトロドーム （ミネソタ州ミネアポリス）              | 50,379人 |
| 55   | 1992-93  | 1993年4月05日 | ノースカロライナ・ターヒールズ （ノースカロライナ大学チャペルヒル校） ACC / 33勝4敗・勝率.892 / AP #4  | 11年ぶり03回目                             | 77－71                                     | ミシガン・ウルヴァリンズ （ミシガン大学） Big Ten / 31勝4敗・勝率.886 / AP #3                                   | ルイジアナ・スーパードーム （ルイジアナ州ニューオーリンズ）                        | 64,151人 |
| 56   | 1993-94  | 1994年4月04日 | アーカンソー・レイザーバックス （アーカンソー大学） SEC / 30勝3敗・勝率.909 / AP #2                    | 初優勝                                     | 76－72                                     | デューク・ブルーデビルス （デューク大学） ACC / 28勝5敗・勝率.848 / AP #6                                       | シャーロット・コロシアム （ノースカロライナ州シャーロット）                        | 23,674人 |
| 57   | 1994-95  | 1995年4月03日 | UCLAブルーインズ （カリフォルニア大学ロサンゼルス校） Pac-10 / 30勝2敗・勝率.938 / AP #1               | 20年ぶり11回目                             | 89－78                                     | アーカンソー・レイザーバックス （アーカンソー大学） SEC / 32勝6敗・勝率.842 / AP #6                             | キングドーム （ワシントン州シアトル）                                              | 38,540人 |
| 58   | 1995-96  | 1996年4月01日 | ケンタッキー・ワイルドキャッツ （ケンタッキー大学） SEC / 33勝2敗・勝率.943 / AP #2                    | 18年ぶり06回目                             | 76－67                                     | シラキュース・オレンジメン （シラキュース大学） Big East / 29勝8敗・勝率.784 / AP #15                           | コンチネンタル・エアラインズ・ アリーナ（ニュージャージー州 イーストラザフォード） | 19,229人 |
| 59   | 1996-97  | 1997年3月31日 | アリゾナ・ワイルドキャッツ （アリゾナ大学） Pac-10 / 24勝9敗・勝率.727 / AP #15                        | 初優勝                                     | 84－79 （OT）                              | ケンタッキー・ワイルドキャッツ （ケンタッキー大学） SEC / 35勝4敗・勝率.897 / AP #5                             | RCAドーム （インディアナ州インディアナポリス）                                     | 47,028人 |
| 60   | 1997-98  | 1998年3月30日 | ケンタッキー・ワイルドキャッツ （ケンタッキー大学） SEC / 34勝4敗・勝率.895 / AP #5                    | 02年ぶり07回目                             | 78－69                                     | ユタ・ユーツ （ユタ大学） WAC / 30勝3敗・勝率.909 / AP #7                                                       | アラモドーム （テキサス州サンアントニオ）                                          | 40,509人 |
| 61   | 1998-99  | 1999年3月29日 | コネチカット・ハスキーズ （コネチカット大学） Big East / 33勝2敗・勝率.943 / AP #3                     | 初優勝                                     | 77－74                                     | デューク・ブルーデビルス （デューク大学） ACC / 37勝1敗・勝率.974 / AP #1                                       | トロピカーナ・フィールド （フロリダ州セントピーターズバーグ）                      | 41,340人 |
| 62   | 1999-00  | 2000年4月03日 | ミシガンステート・スパルタンズ （ミシガン州立大学） Big Ten / 31勝7敗・勝率.816 / AP #2                | 21年ぶり02回目                             | 89－76                                     | フロリダ・ゲイターズ （フロリダ大学） SEC / 29勝7敗・勝率.806 / AP #13                                          | RCAドーム （インディアナ州インディアナポリス）                                     | 43,116人 |
| 63   | 2000-01  | 2001年4月02日 | デューク・ブルーデビルス （デューク大学） ACC / 34勝4敗・勝率.895 / AP #1                              | 09年ぶり03回目                             | 82－72                                     | アリゾナ・ワイルドキャッツ （アリゾナ大学） Pac-10 / 28勝7敗・勝率.800 / AP #5                                  | ヒューバート・H・ハンフリー・ メトロドーム （ミネソタ州ミネアポリス）              | 45,994人 |
| 64   | 2001-02  | 2002年4月01日 | メリーランド・テラピンズ （メリーランド大学カレッジパーク校） ACC / 31勝4敗・勝率.886 / AP #4          | 初優勝                                     | 64－52                                     | インディアナ・フージャーズ （インディアナ大学ブルーミントン校） Big Ten / 25勝11敗・勝率.694 / APランク外       | ジョージア・ドーム （ジョージア州アトランタ）                                      | 52,647人 |
| 65   | 2002-03  | 2003年4月07日 | シラキュース・オレンジメン （シラキュース大学） Big East / 29勝5敗・勝率.853 / AP #13                  | 初優勝                                     | 81－78                                     | カンザス・ジェイホークス （カンザス大学） Big 12 / 30勝7敗・勝率.811 / AP #6                                    | ルイジアナ・スーパードーム （ルイジアナ州ニューオーリンズ）                        | 54,524人 |
| 66   | 2003-04  | 2004年4月05日 | コネチカット・ハスキーズ （コネチカット大学） Big East / 32勝6敗・勝率.842 / AP #7                     | 05年ぶり02回目                             | 82－73                                     | ジョージアテック・イエロージャケッツ （ジョージア工科大学） ACC / 28勝9敗・勝率.757 / AP #14                    | アラモドーム （テキサス州サンアントニオ）                                          | 44,468人 |
| 67   | 2004-05  | 2005年4月04日 | ノースカロライナ・ターヒールズ （ノースカロライナ大学チャペルヒル校） ACC / 32勝4敗・勝率.889 / AP #2  | 12年ぶり04回目                             | 75－70                                     | イリノイ・ファイティングイライナイ （イリノイ大学アーバナ・シャンペーン校） Big Ten / 37勝1敗・勝率.974 / AP #1 | エドワード・ジョーンズ・ドーム （ミズーリ州セントルイス）                          | 47,262人 |
| 68   | 2005-06  | 2006年4月03日 | フロリダ・ゲイターズ （フロリダ大学） SEC / 32勝6敗・勝率.842 / AP #11                                 | 初優勝                                     | 73－57                                     | UCLAブルーインズ （カリフォルニア大学ロサンゼルス校） Pac-10 / 32勝6敗・勝率.842 / AP #7                        | RCAドーム （インディアナ州インディアナポリス）                                     | 43,168人 |
| 69   | 2006-07  | 2007年4月02日 | フロリダ・ゲイターズ （フロリダ大学） SEC / 34勝5敗・勝率.872 / AP #3                                  | 02年連続02回目                             | 84－75                                     | オハイオステート・バックアイズ （オハイオ州立大学） Big Ten / 35勝3敗・勝率.921 / AP #1                         | ジョージア・ドーム （ジョージア州アトランタ）                                      | 51,458人 |
| 70   | 2007-08  | 2008年4月07日 | カンザス・ジェイホークス （カンザス大学） Big 12 / 36勝3敗・勝率.923 / AP #4                           | 20年ぶり03回目                             | 75－68 （OT）                              | メンフィス・タイガース （メンフィス大学） C-USA / 38勝1敗・勝率.974 / AP #2                                     | アラモドーム （テキサス州サンアントニオ）                                          | 43,257人 |
| 71   | 2008-09  | 2009年4月09日 | ノースカロライナ・ターヒールズ （ノースカロライナ大学チャペルヒル校） ACC / 33勝4敗・勝率.892 / AP #2  | 04年ぶり05回目                             | 89－72                                     | ミシガンステート・スパルタンズ （ミシガン州立大学） Big Ten / 31勝6敗・勝率.838 / AP #8                         | フォード・フィールド （ミシガン州デトロイト）                                      | 72,922人 |
| 72   | 2009-10  | 2010年4月05日 | デューク・ブルーデビルス （デューク大学） ACC / 34勝5敗・勝率.872 / AP #3                              | 09年ぶり04回目                             | 61－59                                     | バトラー・ブルドッグス （バトラー大学） Horizon / 33勝4敗・勝率.892 / AP #11                                    | ルーカス・オイル・スタジアム （インディアナ州インディアナポリス）                  | 70,930人 |
| 73   | 2010-11  | 2011年4月04日 | コネチカット・ハスキーズ （コネチカット大学） Big East / 31勝9敗・勝率.775 / AP #9                     | 07年ぶり03回目                             | 53－41                                     | バトラー・ブルドッグス （バトラー大学） Horizon / 28勝9敗・勝率.757 / APランク外                                | リライアント・スタジアム （テキサス州ヒューストン）                                | 70,376人 |
| 74   | 2011-12  | 2012年4月02日 | ケンタッキー・ワイルドキャッツ （ケンタッキー大学） SEC / 37勝2敗・勝率.949 / AP #1                    | 14年ぶり08回目                             | 67－59                                     | カンザス・ジェイホークス （カンザス大学） Big 12 / 32勝6敗・勝率.842 / AP #6                                    | メルセデス・ベンツ・スーパードーム （ルイジアナ州ニューオーリンズ）                | 70,913人 |
| 75   | 2012-13  | 2013年4月08日 | ルイビル・カーディナルス （ルイビル大学）[※] Big East / 34勝5敗・勝率.872 / AP #2                      | 27年ぶり03回目                             | 82－76                                     | ミシガン・ウルヴァリンズ （ミシガン大学） Big Ten / 31勝7敗・勝率.816 / AP #10                                  | ジョージア・ドーム （ジョージア州アトランタ）                                      | 74,326人 |
| 76   | 2013-14  | 2014年4月07日 | コネチカット・ハスキーズ （コネチカット大学） AAC / 31勝8敗・勝率.795 / AP #18                         | 03年ぶり04回目                             | 60－54                                     | ケンタッキー・ワイルドキャッツ （ケンタッキー大学） SEC / 29勝10敗・勝率.744 / APランク外                       | AT&Tスタジアム （テキサス州アーリントン）                                          | 79,238人 |
| 77   | 2014-15  | 2015年4月06日 | デューク・ブルーデビルス （デューク大学） ACC / 34勝4敗・勝率.895 / AP #4                              | 05年ぶり05回目                             | 68－63                                     | ウィスコンシン・バジャーズ （ウィスコンシン大学マディソン校） Big Ten / 36勝3敗・勝率.923 / AP #3               | ルーカス・オイル・スタジアム （インディアナ州インディアナポリス）                  | 71,149人 |
| 78   | 2015-16  | 2016年4月04日 | ビラノバ・ワイルドキャッツ （ビラノバ大学） Big East / 34勝5敗・勝率.872 / AP #6                       | 31年ぶり02回目                             | 77－74                                     | ノースカロライナ・ターヒールズ （ノースカロライナ大学チャペルヒル校） ACC / 33勝6敗・勝率.846 / AP #3           | NRGスタジアム （テキサス州ヒューストン）                                           | 74,340人 |
| 79   | 2016-17  | 2017年4月03日 | ノースカロライナ・ターヒールズ （ノースカロライナ大学チャペルヒル校） ACC / 32勝7敗・勝率.821 / AP #5  | 08年ぶり06回目                             | 71－65                                     | ゴンザガ・ブルドッグス （ゴンザガ大学） WCC / 37勝1敗・勝率.974 / AP #2                                         | ユニバーシティ・オブ・ フェニックス・スタジアム （アリゾナ州グレンデール）         | 76,168人 |
| 80   | 2017-18  | 2018年4月02日 | ビラノバ・ワイルドキャッツ （ビラノバ大学） Big East / 35勝4敗・勝率.897 / AP #2                       | 02年ぶり03回目                             | 79－62                                     | ミシガン・ウルヴァリンズ （ミシガン大学） Big Ten / 33勝7敗・勝率.825 / AP #7                                   | アラモドーム （テキサス州サンアントニオ）                                          | 67,831人 |
| 81   | 2018-19  | 2019年4月08日 | バージニア・キャバリアーズ （バージニア大学） ACC / 34勝3敗・勝率.919 / AP #2                          | 初優勝                                     | 85－77 （OT）                              | テキサステック・レッドレイダース （テキサス工科大学） Big 12 / 31勝6敗・勝率.838 / AP #9                        | USバンク・スタジアム （ミネソタ州ミネアポリス）                                    | 72,062人 |
| 82   | 2019-20  | 2020年4月06日 | 新型コロナウイルス感染症流行のため開催中止                                                             | 新型コロナウイルス感染症流行のため開催中止 | 新型コロナウイルス感染症流行のため開催中止 | 新型コロナウイルス感染症流行のため開催中止                                                                      | メルセデス・ベンツ・スタジアム （ジョージア州アトランタ）                          | －       |
| 83   | 2020-21  | 2021年4月05日 | ベイラー・ベアーズ （ベイラー大学） Big 12 / 27勝2敗・勝率.931 / AP #3                                 | 初優勝                                     | 86－70                                     | ゴンザガ・ブルドッグス （ゴンザガ大学） WCC / 31勝0敗・勝率1.000 / AP #1                                        | ルーカス・オイル・スタジアム （インディアナ州インディアナポリス）                  |          |
| 84   | 2021-22  | 2022年4月04日 | カンザス・ジェイホークス （カンザス大学） Big 12 /                                                     | 14年ぶり04回目                             | 72－69                                     | ノースカロライナ・ターヒールズ （ノースカロライナ大学チャペルヒル校） ACC                                       | シーザーズ・スーパードーム （ルイジアナ州ニューオーリンズ）                        | 69,423人 |
| 85   | 2022-23  | 2023年4月03日 | コネチカット・ハスキーズ （コネチカット大学） Big East                                                 | 9年ぶり05回目                              | 76–59                                      | サンディエゴステート・アズテックス （サンディエゴ州立大学） MWC                                                 | NRGスタジアム （テキサス州ヒューストン）                                           |          |
| 86   | 2023-24  | 2024年4月08日 | コネチカット・ハスキーズ （コネチカット大学） Big East                                                 | 2年連続06回目                              | 75–60                                      | パデュー・ボイラーメイカーズ （パデュー大学） Big Ten                                                           | ステートファーム・スタジアム （アリゾナ州グレンデール）                            |          |
| 87   | 2024-25  | 2025年4月07日 | フロリダ・ゲイターズ （フロリダ大学） SEC /                                                            | 18年ぶり03回目                             | 65－63                                     | ヒューストン・クーガーズ （ヒューストン大学） Big 12                                                            | アラモドーム                                                                       |          |
| 88   | 2025-26  | 2026年4月06日 | |                                            |                                            | | ルーカスオイルスタジアム                                                           |          |

※  ルイビルは2018年2月、学生寮に娼婦やストリッパーを連れ込むなどの不適切行為があったとして、2011-12シーズンから2014-15シーズンまでに挙げた全ての勝利を剥奪された。

## 大学別優勝回数
| チーム                               | 回数 | 年                                                               |
| ------------------------------------ | ---- | ---------------------------------------------------------------- |
| UCLAブルーインズ                     | 11   | 1964, 1965, 1967, 1968, 1969, 1970, 1971, 1972, 1973, 1975, 1995 |
| ケンタッキー大学ワイルドキャッツ     | 8    | 1948, 1949, 1951, 1958, 1978, 1996, 1998, 2012                   |
| ノースカロライナ大学ターヒールズ     | 6    | 1957, 1982, 1993, 2005, 2009, 2017                               |
| UConnハスキーズ                      | 6    | 1999, 2004, 2011, 2014, 2023, 2024                               |
| インディアナ大学フージャーズ         | 5    | 1940, 1953, 1976, 1981, 1987                                     |
| デューク大学ブルーデビルズ           | 5    | 1991, 1992, 2001, 2010, 2015                                     |
| カンザス大学ジェイホークス           | 4    | 1952, 1988, 2008, 2022                                           |
| ビラノバ大学ワイルドキャッツ         | 3    | 1985, 2016, 2018                                                 |
| フロリダ大学ゲイターズ               | 3    | 2006, 2007, 2025                                                 |
| ルイビル大学カーディナルス           | 2    | 1980, 1986                                                       |
| シンシナティ大学ベアキャッツ         | 2    | 1961, 1962                                                       |
| ミシガン州立大学スパルタンズ         | 2    | 1979, 2000                                                       |
| ノースカロライナ州立大学ウルフパック | 2    | 1974, 1983                                                       |
| オクラホマ州立大学カウボーイズ       | 2    | 1945, 1946                                                       |
| サンフランシスコ大学ドンズ           | 2    | 1955, 1956                                                       |

## 歴代トーナメント最優秀選手
ファイナル・フォーに出場したチームの選手が選ばれることから、NCAAファイナル・フォー最優秀選手、NCAAファイナル・フォーMOP (英: NCAA Final Four Most Outstanding Player) とも呼ばれる。

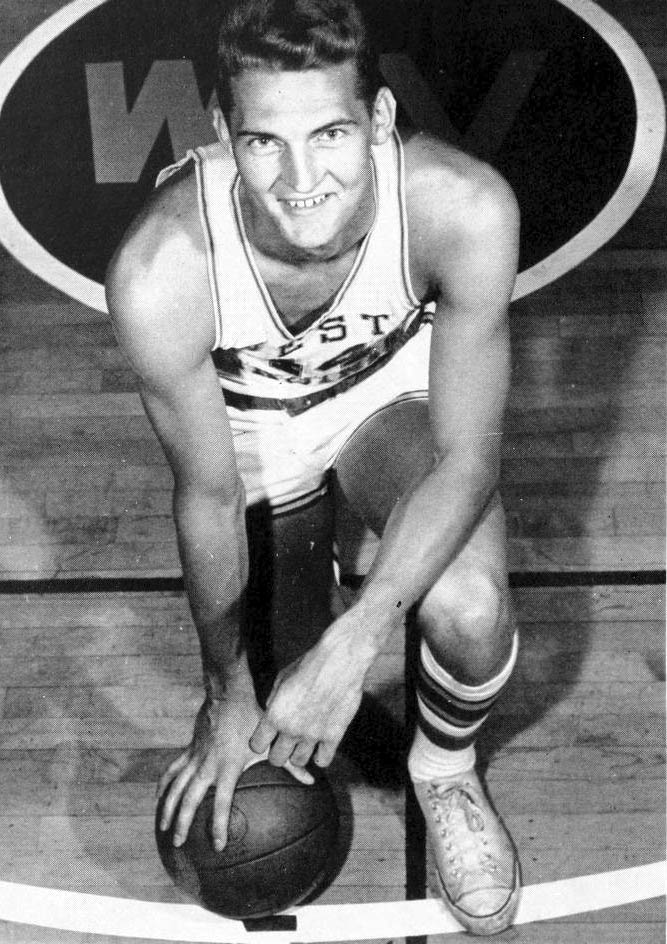
ジェリー・ウェスト (1959)

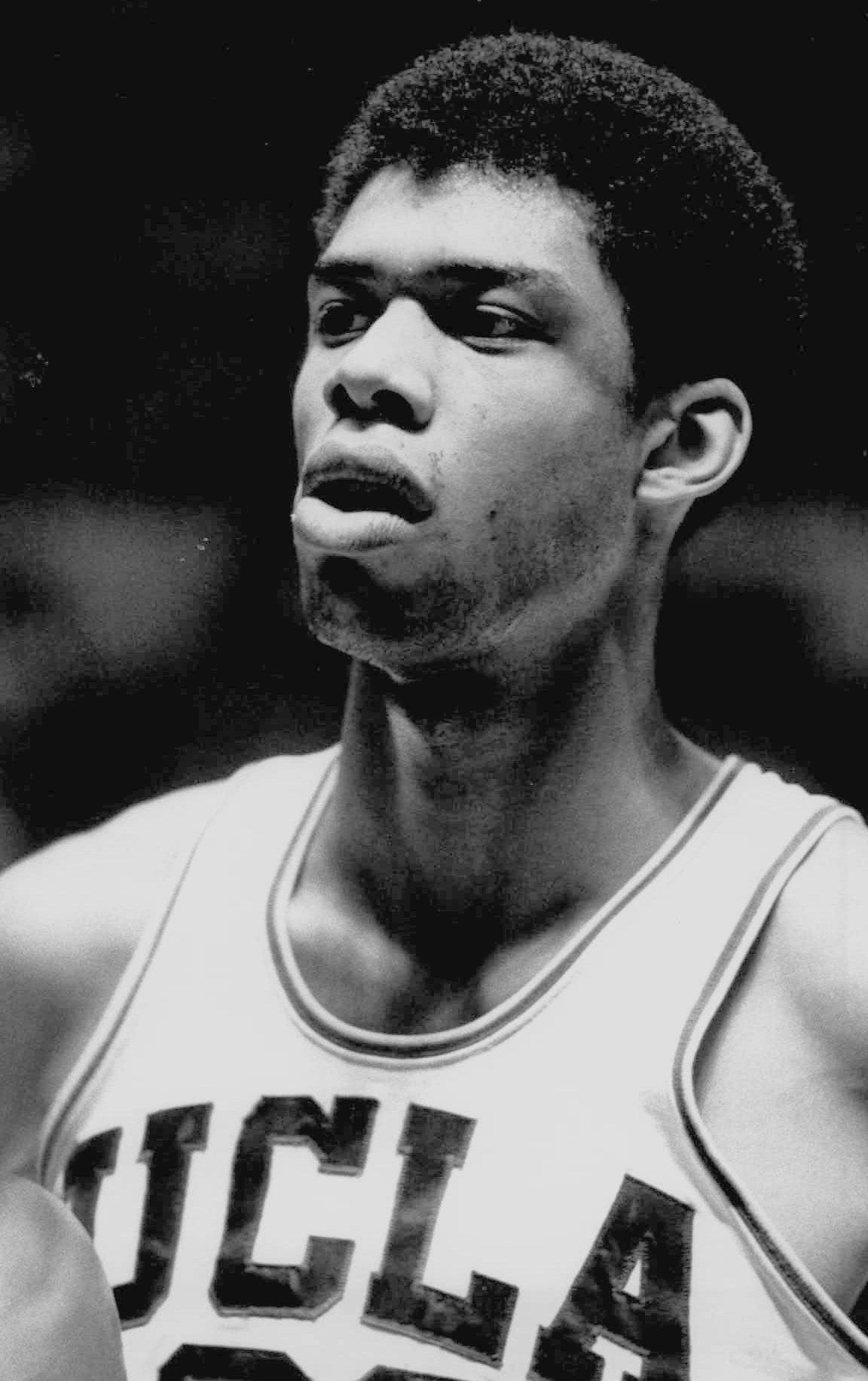
ルー・アルシンダー (1967-1969)

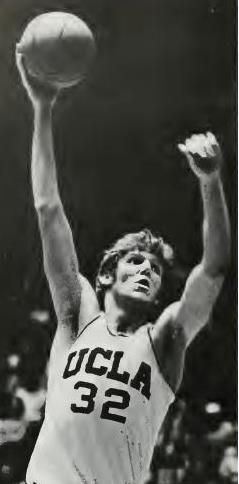
ビル・ウォルトン (1972-1973)

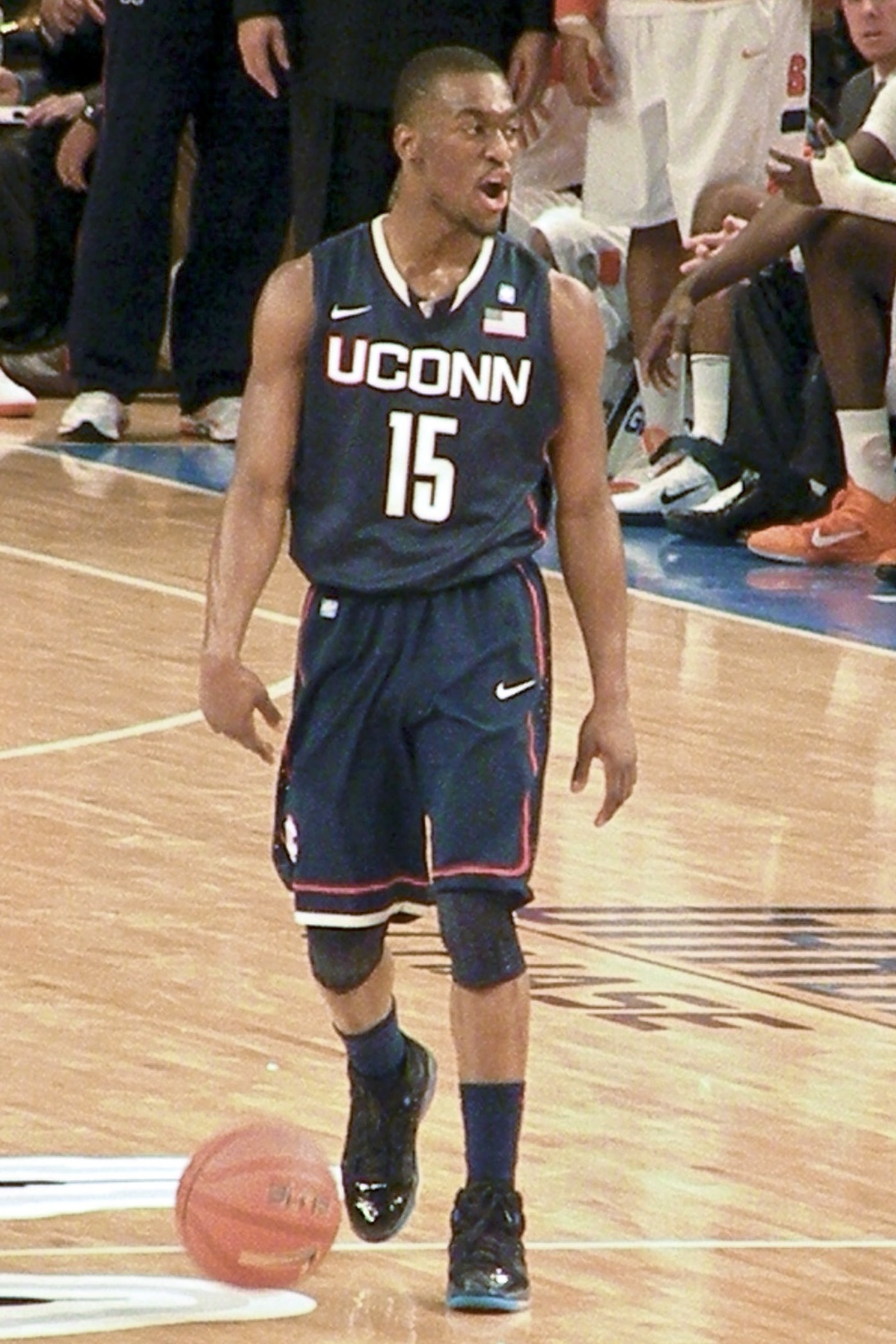
ケンバ・ウォーカー (2011)

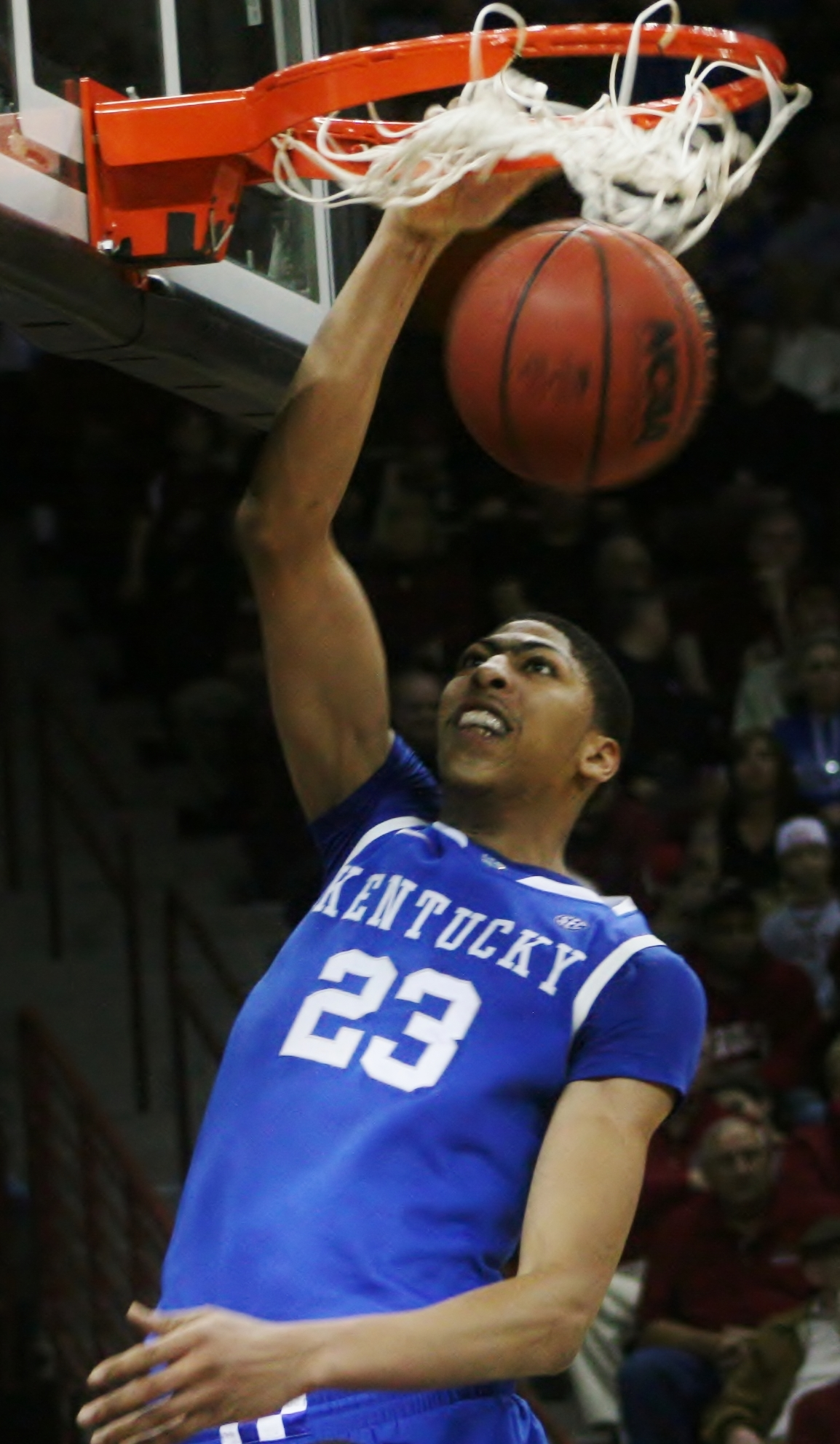
アンソニー・デイビス (2012)

| * | バスケットボール殿堂入り |

| 年   | 最優秀選手                       | 大学                                | チーム成績  | 備考                           |
| ---- | -------------------------------- | ----------------------------------- | ----------- | ------------------------------ |
| 1939 | ジミー・フール                   | オハイオ州立大学                    | 準優勝      |                                |
| 1940 | マービン・ホフマン               | インディアナ大学                    | 優勝        |                                |
| 1941 | ジョン・コーツ                   | ウィスコンシン大学                  | 優勝        |                                |
| 1942 | ハウイー・ダルマー               | スタンフォード大学                  | 優勝        |                                |
| 1943 | ケニー・セイラーズ               | ワイオミング大学                    | 優勝        |                                |
| 1944 | アーニー・ファーリン             | ユタ大学                            | 優勝        |                                |
| 1945 | ボブ・カーランド*                | オクラホマ農工大学                  | 優勝        |                                |
| 1946 | ボブ・カーランド* (2)            | オクラホマ農工大学                  | 優勝        |                                |
| 1947 | ジョージ・カフタン               | ホーリークロス大学                  | 優勝        |                                |
| 1948 | アレックス・グローザ             | ケンタッキー大学                    | 優勝        |                                |
| 1949 | アレックス・グローザ (2)         | ケンタッキー大学                    | 優勝        |                                |
| 1950 | アーウィン・ダムロット           | ニューヨーク市立大学 シティカレッジ | 優勝        |                                |
| 1951 | ビル・スピヴィー                 | ケンタッキー大学                    | 優勝        |                                |
| 1952 | クライド・ラブレット*            | カンザス大学                        | 優勝        |                                |
| 1953 | B・H・ボーン                     | カンザス大学                        | 準優勝      |                                |
| 1954 | トム・ゴーラ*                    | ラ・サール大学                      | 優勝        |                                |
| 1955 | ビル・ラッセル*                  | サンフランシスコ大学                | 優勝        |                                |
| 1956 | ハル・ライアー                   | テンプル大学                        | ファイナル4 |                                |
| 1957 | ウィルト・チェンバレン*          | カンザス大学                        | 準優勝      |                                |
| 1958 | エルジン・ベイラー*              | シアトル大学                        | 準優勝      |                                |
| 1959 | ジェリー・ウェスト*              | ウェストバージニア大学              | 準優勝      |                                |
| 1960 | ジェリー・ルーカス*              | オハイオ州立大学                    | 優勝        |                                |
| 1961 | ジェリー・ルーカス* (2)          | オハイオ州立大学                    | 準優勝      |                                |
| 1962 | ポール・ホーグ                   | シンシナティ大学                    | 優勝        |                                |
| 1963 | アート・ヘイマン                 | デューク大学                        | ファイナル4 |                                |
| 1964 | ウォルト・ハザード               | UCLA                                | 優勝        |                                |
| 1965 | ビル・ブラッドリー*              | プリンストン大学                    | ファイナル4 |                                |
| 1966 | ジェリー・チェンバース           | ユタ大学                            | ファイナル4 |                                |
| 1967 | ルー・アルシンダー*              | UCLA                                | 優勝        |                                |
| 1968 | ルー・アルシンダー* (2)          | UCLA                                | 優勝        |                                |
| 1969 | ルー・アルシンダー* (3)          | UCLA                                | 優勝        |                                |
| 1970 | シドニー・ウィックス             | UCLA                                | 優勝        |                                |
| 1971 | ハワード・ポーター               | ビラノバ大学                        | 準優勝      | 後に規定違反により剥奪         |
| 1972 | ビル・ウォルトン*                | UCLA                                | 優勝        |                                |
| 1973 | ビル・ウォルトン* (2)            | UCLA                                | 優勝        |                                |
| 1974 | デイヴィッド・トンプソン*        | ノースカロライナ州立大学            | 優勝        |                                |
| 1975 | リチャード・ワシントン           | UCLA                                | 優勝        |                                |
| 1976 | ケント・ベンソン                 | インディアナ大学                    | 優勝        |                                |
| 1977 | ブッチ・リー                     | マーケット大学                      | 優勝        |                                |
| 1978 | ジャック・ギブンス               | ケンタッキー大学                    | 優勝        |                                |
| 1979 | マジック・ジョンソン*            | ミシガン州立大学                    | 優勝        |                                |
| 1980 | ダレル・グリフィス               | ルイビル大学                        | 優勝        |                                |
| 1981 | アイザイア・トーマス*            | インディアナ大学                    | 優勝        |                                |
| 1982 | ジェームズ・ウォージー*          | ノースカロライナ大学                | 優勝        |                                |
| 1983 | アキーム・オラジュワン*          | ヒューストン大学                    | 準優勝      |                                |
| 1984 | パトリック・ユーイング*          | ジョージタウン大学                  | 優勝        |                                |
| 1985 | エド・ピンキニー                 | ビラノバ大学                        | 優勝        |                                |
| 1986 | パービス・エリソン               | ルイビル大学                        | 優勝        |                                |
| 1987 | キース・スマート                 | インディアナ大学                    | 優勝        |                                |
| 1988 | ダニー・マニング                 | カンザス大学                        | 優勝        |                                |
| 1989 | グレン・ライス                   | ミシガン大学                        | 優勝        |                                |
| 1990 | アンダーソン・ハント             | UNLV                                | 優勝        |                                |
| 1991 | クリスチャン・レイトナー         | デューク大学                        | 優勝        |                                |
| 1992 | ボビー・ハーリー                 | デューク大学                        | 優勝        |                                |
| 1993 | ドナルド・ウィリアムズ           | ノースカロライナ大学                | 優勝        |                                |
| 1994 | コーリス・ウィリアムソン         | アーカンソー大学                    | 優勝        |                                |
| 1995 | エド・オバノン                   | UCLA                                | 優勝        |                                |
| 1996 | トニー・デルク                   | ケンタッキー大学                    | 優勝        |                                |
| 1997 | マイルズ・サイモン               | アリゾナ大学                        | 優勝        |                                |
| 1998 | ジェフ・シェパード               | ケンタッキー大学                    | 優勝        |                                |
| 1999 | リチャード・ハミルトン           | UConn                               | 優勝        |                                |
| 2000 | マティーン・クリーブス           | ミシガン州立大学                    | 優勝        |                                |
| 2001 | シェーン・バティエ               | デューク大学                        | 優勝        |                                |
| 2002 | フアン・ディクソン               | メリーランド大学                    | 優勝        |                                |
| 2003 | カーメロ・アンソニー             | シラキュース大学                    | 優勝        |                                |
| 2004 | エメカ・オカフォー               | UConn                               | 優勝        |                                |
| 2005 | ショーン・メイ                   | ノースカロライナ大学                | 優勝        |                                |
| 2006 | ジョアキム・ノア                 | フロリダ大学                        | 優勝        |                                |
| 2007 | コーリー・ブリューワー           | フロリダ大学                        | 優勝        |                                |
| 2008 | マリオ・チャルマーズ             | カンザス大学                        | 優勝        |                                |
| 2009 | ウェイン・エリントン             | ノースカロライナ大学                | 優勝        |                                |
| 2010 | カイル・シングラー               | デューク大学                        | 優勝        |                                |
| 2011 | ケンバ・ウォーカー               | UConn                               | 優勝        |                                |
| 2012 | アンソニー・デイビス             | ケンタッキー大学                    | 優勝        |                                |
| 2013 | ルーク・ハンコック               | ルイビル大学                        | 優勝        | 後に規定違反により優勝記録抹消 |
| 2014 | シャバズ・ネイピアー             | UConn                               | 優勝        |                                |
| 2015 | タイアス・ジョーンズ             | デューク大学                        | 優勝        |                                |
| 2016 | ライアン・アーチディアコノ       | ビラノバ大学                        | 優勝        |                                |
| 2017 | ジョエル・ベリー2世              | ノースカロライナ大学                | 優勝        |                                |
| 2018 | ダンテ・ディヴィンチェンゾ       | ビラノバ大学                        | 優勝        |                                |
| 2019 | カイル・ガイ                     | バージニア大学                      | 優勝        |                                |
| 2020 | N/A                              | N/A                                 | N/A         | COVID-19によりトーナメント中止 |
| 2021 | ジャレッド・バトラー             | ベイラー大学                        | 優勝        |                                |
| 2022 | オチャイ・アバジ                 | カンザス大学                        | 優勝        |                                |
| 2023 | アダマ・サノゴ                   | UConn                               | 優勝        |                                |
| 2024 | トリステン・ニュートン           | UConn                               | 優勝        |                                |
| 2025 | ウォルター・クレイトン・ジュニア | フロリダ大学                        | 優勝        |                                |

## テレビ中継
1969年から1981年大会までNBCで中継されていたが、1982年からCBSで全試合放送されている。最近になって、全試合をインターネットで生中継されるようになった。2011年から2032年まではCBSとともに、ワーナーメディア（現ワーナー・ブラザース・ディスカバリー）のTBS・TNT・truTVで中継する。2015年までは、CBSがリージョナルファイナルとファイナルフォーを放送するが、2016年以降は、CBSとTBSが交互に隔年で放送する。各リージョナルは、CBSとワーナーが平等に分担して放送する。
1987年大会から決勝終了後に『One Shining Moment』を流しながら、大会を振り返る。長年にわたってルーサー・ヴァンドロスが歌唱していたが、2010年はジェニファー・ハドソンがカバーしたが、2011年はルーサーバージョンに戻った。
カナダ国内ではTSNで全試合放送されている。
日本国内ではJ SPORTSで放送されていたが、2019年大会はRakuten TVのRakuten NBA Special（現NBA Rakuten）で放送されており、最大8試合日本語実況を行っている。